# Jorge Sarmiento
Jorge Sarmiento (2 novembre 1900 – 20 febbraio 1957) è stato un calciatore peruviano.

## Carriera
In carriera, Sarmiento giocò per l'Alianza Lima e per il Perù con il quale disputò il Mondiale 1930.